# Jeanne Ruff
Pour les articles homonymes, voir Ruff et Deruaz.
Jeanne Ruff, épouse Deruaz, née à Turin le 30 août 1840 et morte à Colombes le 22 décembre 1908, est une photographe française, active dans les années 1860 à 1890 à Paris.
Travaillant anonymement aux côtés de son mari François Deruaz jusqu'à sa mort en 1880, elle reprend ensuite seule leur atelier, sous le nom de Veuve Deruaz.

## Biographie

### Jeunesse et famille
Jeanne Marie Frédérique Ruff naît à Turin en 1840. Elle est la fille de Frédéric Ruff, un cuisinier né à Hechingen (alors en Prusse), et de Marie Antoinette Louise Bonnard, son épouse. Sa famille s'établit à Paris. 
Devenue couturière, enceinte de sept mois, Jeanne Ruff épouse François Deruaz, un photographe né à Annecy en 1828. En 1859, il a été condamné à six mois de prison et 100 francs d'amende pour outrage à la morale publique, après avoir participé à la réalisation et la diffusion de photographies obscènes,. En juin 1862, il est à nouveau condamné à six mois de prison et 25 francs d'amende pour le même motif,. Le mariage du couple est toutefois célébré un mois plus tard, mais lorsque leur premier enfant, Frédéric François, naît en septembre, François Deruaz est déclaré sur son acte de naissance « absent pour son travail ». 
Suivent six autres enfants : Marie, Françoise, Auguste, Amélie, Ernest et Paul naissent respectivement en 1863, 1866, 1867, 1870, 1874 et 1877. Mais Frédéric François meurt en 1866, Auguste en 1868 et Amélie, placée en nourrice, en 1872. 
Vers 1867, le 115, rue Vieille-du-Temple devient l'adresse personnelle et professionnelle des Deruaz. 

### Carrière
Jeanne Deruaz commence à exercer la profession de photographe avec son époux, dès les premières années de leur mariage. Leur atelier apparaît dans les annuaires du commerce à partir de 1870, avec pour spécialité la « photographie microscopique ». Ce procédé, inventé au début des années 1860 par le photographe René Dagron, permet alors de produire des photographies de quelques millimètres, qu'il est ensuite possible d'enchâsser sous un verre grossissant dans des bijoux ou des petits objets.
En janvier 1880, François Deruaz meurt à son domicile. À l'issue de l'inventaire après décès demandé par sa veuve, « Léopold Alfred Degrand, tourneur en tout genre et Eugène Nadaud, ancien photographe, [désormais] employé d'administration, tous deux désignés en tant qu'experts, [estiment], avec l'aide du commissaire-priseur, la valeur du matériel et de l'outillage de l'atelier de photographie à 390 francs et le fonds de commerce sans aucune valeur. »
Sous l'identité « Vve Deruaz », Jeanne Deruaz reprend seule les rênes de l'atelier, qu'elle déplace vers 1884 au 1, rue Charlot, puis vers 1890 au 15, rue du Pont-aux-Choux,. Elle propose des « photographies microscopiques pour pèlerinage » et diversifie ses activités en vendant de la bimbeloterie et des articles de bureau. En 1899, elle met en vente son affaire et cesse son activité de photographe. L'atelier est repris par un certain F. Roussarie.   
Jeanne Ruff meurt en 1908, en son domicile du 14, rue Voltaire à Colombes.